# Jay Laga'aia
Jay Laga'aia (Auckland, 10 settembre 1963) è un attore e cantante neozelandese naturalizzato australiano.

## Carriera
Debutta come musicista nel 1982 come membro dei Consorts, pubblicando il singolo "Maoris on 45", della Dalvanius Prime, che fu uno dei singoli più venduti in Nuova Zelanda nel 1982.
È noto per la sua parte nella serie televisiva australiana per bambini Play School, e per il ruolo del Capitano Typho nei film Star Wars - Episodio II - L'attacco dei cloni e Star Wars - Episodio III - La vendetta dei Sith. Ha avuto un ruolo ricorrente nella serie Xena - Principessa guerriera.
È stato un membro fisso dei programmi televisivi australiani Water Rats, Play School, Surprise Surprise e un concorrente del Celebrity Big Brother nel 2002, oltre ad aver interpretato Gabriel in Le sorelle McLeod. È noto anche per le sue produzioni teatrali come Il Re Leone.

## Filmografia parziale

### Cinema
- Navigator - Un'odissea nel tempo (The Navigator: a Medieval Odyssey), regia di Vincent Ward (1988)
- Star Wars - Episodio II - L'attacco dei cloni (Star Wars: Episode II - Attack of the Clones), regia di George Lucas (2002)
- Star Wars - Episodio III - La vendetta dei Sith (Star Wars: Episode III - Revenge of the Sith), regia di George Lucas (2005)
- Daybreakers - L'ultimo vampiro (Daybreakers), regia di Michael e Peter Spierig (2009)

### Televisione
- Heroes – serie TV, 14 episodi (1984-1986)
- Alta marea (High Tide) – serie TV, un episodio (1994) – voce
- Xena - Principessa guerriera (Xena: Warrior Princess) – serie TV, 3 episodi (1995-2000)
- Water Rats – serie TV, 116 episodi (1996-2001)
- Street Legal – serie TV, 53 episodi (2000-2003)
- All Saints – serie TV, 2 episodi (2005-2006)
- Le sorelle McLeod (McLeod's Daughters) – serie TV, un episodio (2007)
- La spada della verità (Legend of the Seeker) – serie TV, 4 episodi (2008-2009)
- Bed of Roses – serie TV, 26 episodi (2008-2011)
- Jay's Jungle – serie TV, 255 episodi (2015-2018)

## Doppiatori italiani
Nelle versioni in italiano delle opere in cui ha recitato, Jay Laga'aia è stato doppiato da:
- Valerio Sacco in Star Wars - Episodio II - L'attacco dei cloni, Star Wars - Episodio III - La vendetta dei Sith
- Paolo Maria Scalondro in Xena - Principessa guerriera
- Claudio Moneta ne Le sorelle McLeod
- Saverio Indrio in La spada della verità
- Massimiliano Plinio in Daybreakers - L'ultimo vampiro